# Sauledaara
× Sauledaara (abreviado Sdra) es un híbrido intergenérico entre los géneros de orquídeas Aspasia × Brassia × Miltonia × Oncidium × Rodriguezia. Fue publicado en Orchid Rev.  88(1045, cppo): 12 (1980).